# تاکشی کونومی
تاکشی کونومی (به ژاپنی: 許斐 剛، Konomi Takeshi) هنرمند مانگاکای ژاپنی است که به دلیل ساخت سریال مانگای قهرمانان تنیس که از سال ۱۹۹۹ تا سال ۲۰۰۸ اجرا شد، شناخته شده‌است.

## وضعیت مالی
آژانس ملی مالیات هر ساله، لیستی از بالاترین میزان پرداخت‌کنندگان مالیات بر درآمد را برای سرگرمی‌های ژاپنی منتشر می‌کند. هر چه مالیات بر درآمد کسی بالاتر باشد، درآمد واقعی احتمالی وی نیز بالاتر خواهد بود. تاکشی کونومی در سال ۲۰۰۲ در رتبهٔ نهم این لیست قرار گرفت.

## آثار
- قهرمانان تنیس، یک مانگا در مورد تنیس و در مدت زمانی محبوب‌ترین مانگای ورزشی در ژاپن
- مون واکر